# 帕爾蒂扎內 (海尼切斯克區)
46°53′30″N 34°41′5″E / 46.89167°N 34.68472°E
帕爾蒂扎内（烏克蘭語：Партизани）是位於烏克蘭南部的村莊，由赫爾松州海尼切斯克區的下錫羅霍濟市鎮負責管轄。該村始建於1903年，面積40.4平方公里，海拔高度61米，2001年人口217，人口密度每平方公里5.4人。